# جورج مارينو
جورج مارينو (بالإنجليزية: George Marino)‏ هو مهندس الصوت أمريكي، ولد في 15 أبريل 1947 في نيويورك في الولايات المتحدة، وتوفي بنفس المكان في 4 يونيو 2012.

## وصلات خارجية
- جورج مارينو على موقع ميوزك برينز (الإنجليزية)
- جورج مارينو على موقع ديسكوغز (الإنجليزية)
- جورج مارينو على موقع ديسكوغز (الإنجليزية)